# ميخائيل ميلر
ميخائيل ميلر (بالإنجليزية: Michael Miller)‏ (31 ديسمبر 1994 بغلاسكو في المملكة المتحدة - ) هو لاعب كرة قدم بريطاني في مركز الدفاع. شارك مع منتخب اسكتلندا تحت 19 سنة لكرة القدم ومنتخب اسكتلندا تحت 20 سنة لكرة القدم. أما مع النوادي، فقد لعب مع نادي دمبرتون ونادي غرينوك مورتون.

## وصلات خارجية
- ميخائيل ميلر على موقع Soccerbase.com (لاعب) (الإنجليزية)